# Karl-Christian König
Karl-Christian König (* 12. Februar 1983 in Buchholz in der Nordheide) ist ein ehemaliger deutscher Radrennfahrer, der im Bahnradsport erfolgreich war.
Karl-Christian König gewann 2001 bei der Bahnrad-Weltmeisterschaft der Junioren die Silbermedaille in der Mannschaftsverfolgung. In der Saison 2005 wurde er zusammen mit Robert Bartko, Guido Fulst und Leif Lampater zum ersten Mal Deutscher Meister in der Mannschaftsverfolgung. Diesen Titel konnte er in den nächsten beiden Jahren erfolgreich verteidigen. Beim Bahnrad-Weltcup 2008 in Melbourne belegte König den neunten Platz im Scratch.

## Erfolge
2001
- Vize-Weltmeister (Junioren) – Mannschaftsverfolgung (mit Christoph Meschenmoser, Henning Bommel und Robert Bengsch)

2005
- Deutscher Meister – Mannschaftsverfolgung (mit Robert Bartko, Guido Fulst und Leif Lampater)

2006
- Deutscher Meister – Mannschaftsverfolgung (mit Robert Bartko, Guido Fulst und Robert Kriegs)

2007
- Deutscher Meister – Mannschaftsverfolgung (mit Robert Bartko, Robert Kriegs und Frank Schulz)